# Triloris alcanor
Triloris alcanor är en insektsart som beskrevs av Ronald Gordon Fennah 1969. Triloris alcanor ingår i släktet Triloris och familjen sporrstritar. Inga underarter finns listade i Catalogue of Life.